# 可溶性NSF附著蛋白
可溶性N-乙基順丁烯二醯亞胺敏感性因子附著蛋白（英語：Soluble N-ethylmaleimide-Sensitive Factor Attachment Proteins，或稱可溶性NSF附著蛋白），簡稱SNAP，是參與膜融合的蛋白，在每次融合事件後，它們都會回收關鍵的束縛成分。膜融合後，拴繫的SNARE蛋白保持緊密結合。SNAP與SNARE蛋白結合併募集可溶性ATP酶N-乙基马来酰亚胺敏感融合蛋白（N-ethylmaleimide sensitive fusion protein，NSF）。NSF提供了解散SNARE複雜系統的能量，可將其回收以用於將來的融合事件。哺乳動物具有三個SNAP基因：α-SNAP、β-SNAP和γ-SNAP。α-和γ-SNAP在整個人體中表達，而β-SNAP則是大腦特有的。
SNAP蛋白是1990年由詹姆斯·罗思曼實驗室小組鑑定的。